# Dirk van den Boom

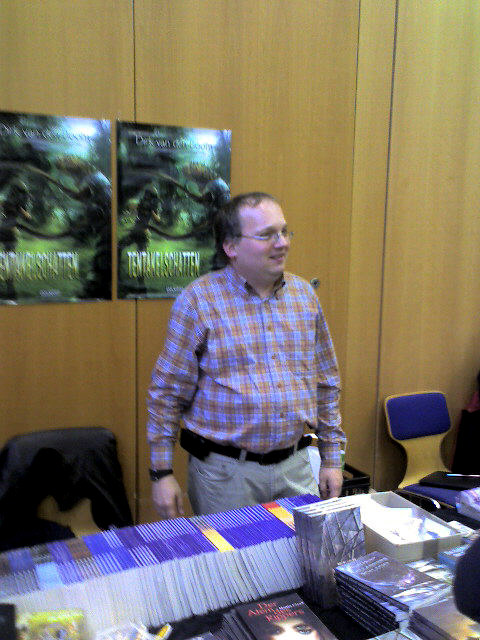
Dirk van den Boom auf dem Buchmessecon 2008

Dirk Andreas van den Boom (* 24. Dezember 1966 in Fürstenau) ist ein deutscher Politikwissenschaftler, Science-Fiction-Schriftsteller und Übersetzer. Er veröffentlicht seit 1996 Fachbücher aus dem Bereich Politikwissenschaft, vorwiegend zum Thema Entwicklungspolitik. Science-Fiction von Dirk van den Boom erschien früher meist in Serien wie Ren Dhark oder der 2000 von ihm initiierten SF-Serie Rettungskreuzer Ikarus, seit 2007 jedoch auch in Form eigenständiger Romane. Tentakelschatten (2007) wurde 2008 für den Kurd-Laßwitz-Preis nominiert.
Der erste Teil seiner Die Welten der Skiir betitelten Reihe, Prinzipat, wurde 2017 mit dem Deutschen Science Fiction Preis ausgezeichnet.

## Leben
Dirk van den Boom wurde am 24. Dezember 1966 in Fürstenau geboren und wuchs in Wilhelmshaven auf. Von 1988 bis 1995 studierte er Politikwissenschaft an der Westfälischen Wilhelms-Universität in Münster und promovierte dort. Seit 1998 hatte er unterschiedliche Lehraufträge an der Universität Münster und der Universität des Saarlandes in Saarbrücken, seit 2012 ist er außerplanmäßiger Professor an der Universität Münster sowie Gutachter und Trainer im Bereich der Entwicklungshilfe. Dirk van den Boom ist seit 2005 selbständig. Er ist verheiratet und lebt mit seiner Frau und zwei Kindern in Saarbrücken.

## Werke

### Politikwissenschaft
- Bürgerkrieg in Liberia. Chronologie – Protagonisten – Prognose. Lit Verlag, Hamburg und Münster 1993. ISBN 3-89473-623-2
- Paul Kevenhörster, Dirk van den Boom (Hrsg.): Afrika: Stagnation oder Neubeginn? Studien zum politischen Wandel. Lit Verlag, 1996, ISBN 3-8258-2666-X.
- Probleme der Süd-Süd-Kooperation. Verlag Dr. Kovac, 1997, ISBN 3-86064-574-9.
- Politik diesseits der Macht? Leske + Budrich Verlag, 1999, ISBN 3-8100-2510-0.
- Paul Kevenhörster, Dirk van den Boom: Entwicklungspolitik. Vs Verlag, 2009, ISBN 978-3-531-15239-4.

### Tentakel-Zyklus
Der Tentakel-Zyklus beschreibt den ersten Kontakt der Menschheit, die sich über verschiedene Sonnensysteme ausgebreitet hat, mit Aliens. Diese sind pflanzliche Lebewesen („Tentakel“), greifen aus unerfindlichen Gründen die Menschen auf ihren Kolonien an und drohen die menschliche Rasse zu vernichten.
- Tentakelschatten. Atlantis Verlag, 2007, ISBN 978-3-936742-82-4.
- Tentakeltraum. Atlantis Verlag, 2008, ISBN 978-3-936742-94-7.
- Tentakelsturm. Atlantis Verlag, 2009, ISBN 978-3-941258-06-8.
- Tentakel: Der erste Krieg. Atlantis Verlag, 2011 (Sammelband der ersten drei Tentakel-Romane)
- Tentakelwacht. Atlantis Verlag, 2012, ISBN 978-3-86402-037-7
- Tentakelblut. Atlantis Verlag, 2013, ISBN 978-3-86402-123-7
- Tentakelreich. Atlantis Verlag, 2014, ISBN 978-3-86402-183-1
- Tentakelfürst. Atlantis Verlag, 2015, ISBN 978-3-86402-238-8
- Tentakelkaiser. Atlantis Verlag, 2016, ISBN 978-3-86402-438-2
- Tentakelgott. Atlantis Verlag, 2017, ISBN 978-3-86402-543-3

### Kaiserkrieger

#### Erste Serie
Ein Kleiner Kreuzer der Bremen-Klasse gerät im Jahr 1914 durch einen mysteriösen Nebel in die Vergangenheit des Römischen Reiches im Jahr 378 n. Chr. Die Besatzung beschließt, dem damaligen Kaiser Gratian bei der Verteidigung des Reiches zu helfen und einige Fehler der Geschichte zu korrigieren.
- Kaiserkrieger: Die Ankunft. Atlantis Verlag, 2010, ISBN 978-3-941258-28-0.
- Kaiserkrieger: Der Verrat. Atlantis Verlag, 2011, ISBN 978-3-941258-29-7.
- Kaiserkrieger: Der Aufbruch. Atlantis Verlag, 2011, ISBN 978-3-941258-59-4.
- Kaiserkrieger: Der Aufstand. Atlantis Verlag, 2012, ISBN 978-3-941258-60-0.
- Kaiserkrieger: Die Flucht. Atlantis Verlag, 2013, ISBN 978-3-86402-039-1.
- Kaiserkrieger: Der Kaiser. Atlantis Verlag, 2013, ISBN 978-3-86402-040-7.

#### Zweite Serie
- Kaiserkrieger: Aufgehende Sonne. Atlantis Verlag, 2014, ISBN 978-3-86402-109-1.
- Kaiserkrieger: Stürmische Himmel. Atlantis Verlag, 2015, ISBN 978-3-86402-110-7.
- Kaiserkrieger: Schwere Gezeiten. Atlantis Verlag, 2015, ISBN 978-3-86402-239-5.
- Kaiserkrieger: Brennende Tempel. Atlantis Verlag, 2016, ISBN 978-3-86402-287-6.
- Kaiserkrieger: Blutiger Mond. Atlantis Verlag, 2017, ISBN 978-3-86402-351-4.
- Kaiserkrieger: Sterbende Götter. Atlantis Verlag, 2019, ISBN 978-3-86402-539-6.

#### Dritte Serie
- Kaiserkrieger: Flammen über Persien. Atlantis Verlag, 2020, ISBN 978-3-86402-719-2.
- Kaiserkrieger: Der Ruf des Marschalls. Atlantis Verlag, 2022, ISBN 978-3-86402-780-2.

#### Kaiserkrieger Vigiles
Ein Krimi-Spin-off zum Kaiserkrieger-Zyklus.
- Kaiserkrieger Vigiles: Tod im Senat. Atlantis Verlag, 2015, ISBN 978-3-86402-242-5.
- Kaiserkrieger Vigiles: Leichte Mädchen. Atlantis Verlag, 2016, ISBN 978-3-86402-402-3.
- Kaiserkrieger Vigiles: Urlaub auf Capri. Atlantis Verlag, 2018, ISBN 978-3-86402-541-9.

### Daxxel-Zyklus
- Eobal. Atlantis Verlag, 2011, ISBN 978-3-941258-58-7.
- Habitat C. Atlantis Verlag, 2014, ISBN 978-3-86402-163-3.
- Meran. Atlantis Verlag, 2016, ISBN 978-3-86402-290-6.

### Die neunte Expansion
Dirk van den Boom ist einer der Erfinder und Mitautoren der Shared-Universe-Serie Die neunte Expansion, die ab Oktober 2013 im Wurdack-Verlag erscheint.
- D9E 01: Eine Reise alter Helden. Wurdack Verlag, 2013, ISBN 978-3-95556-010-2.
- D9E 05: Ein Leben für Leeluu. Wurdack Verlag, 2014, ISBN 978-3-95556-014-0.
- D9E 09: Der sensationelle Gonwik. Wurdack Verlag, 2015, ISBN 978-3-95556-018-8.
- D9E 13: 1713. Wurdack Verlag, 2016, ISBN 978-3-95556-122-2.
- D9E 15: Das Spingledeck-Gambit. Wurdack Verlag, 2017, ISBN 978-3-95556-124-6.
- D9E 20: Tod einer Agentin, Wurdack Verlag, 2019, ISBN 978-3-95556-129-1.

### Tulivar
- Ein Lord zu Tulivar. Atlantis Verlag, 2012, ISBN 978-3-86402-058-2.
- Ein Prinz zu Tulivar. Atlantis Verlag, 2015, ISBN 978-3-86402-236-4.
- Ein Gott zu Tulivar. Atlantis Verlag, 2018, ISBN 978-3-86402-615-7.

### Die Welten der Skiir
- Prinzipat. Cross Cult, 2016, ISBN 978-3-86425-867-1.
- Protektorat. Cross Cult, 2017, ISBN 978-3-86425-871-8.
- Patronat. Cross Cult, 2017, ISBN 978-3-86425-872-5.

### Die Reise der Scythe
- Aszendenz. Cross Cult, 2018, ISBN 978-3-95981-527-7.
- Varianz. Cross Cult, 2018, ISBN 978-3-95981-529-1.
- Resonanz. Cross Cult, 2018, ISBN 978-3-95981-531-4.

### Der Kalte Krieg
- Canopus, Atlantis, Stolberg 2018, ISBN 978-3-86402-561-7.
- Aume reist, Atlantis, Stolberg 2019, ISBN 978-3-86402-646-1.
- Traum aus Eis, Atlantis, Stolberg 2020, ISBN 978-3-86402-720-8.

### Der letzte Admiral
- Der letzte Admiral 1 : Metropole 7, Cross Cult Amigo Grafik, Ludwigsburg 2019, ISBN 978-3-95981-388-4
- Der letzte Admiral 2: Perlenwelt, Cross Cult, Ludwigsburg 2020, ISBN 978-3-96658-063-2
- Der letzte Admiral 3: Dreigestirn, Cross Cult, Ludwigsburg 2020, ISBN 978-3-96658-311-4

### Sternkreuzer Proxima
- Flucht ins Ungewisse, beBEYOND, 2020, ISBN 978-3-73258-098-9
- Verräterische Signale, beBEYOND, 2020, ISBN 978-3-73258-099-6
- Spur der Verwüstung, beBEYOND, 2020, ISBN 978-3-73258-100-9
- Freund oder Feind, beBEYOND, 2020, ISBN 978-3-73258-101-6
- In der Falle, beBEYOND, 2020, ISBN 978-3-73258-102-3
- Die Schlacht von Wega, beBEYOND, 2020, ISBN 978-3-73258-103-0
- Ein neuer Aufbruch, beBEYOND, 2021, ISBN 978-3-75171-517-1
- Attacke aus dem Nichts, beBEYOND, 2021, ISBN 978-3-75171-518-8
- Tödliche Hoffnung, beBEYOND, 2021, ISBN 978-3-75171-519-5
- Konvoi der Verzweifelten, beBEYOND, 2021, ISBN 978-3-75171-520-1
- Die letzte Schlacht, beBEYOND, 2021, ISBN 978-3-75171-521-8
- Maschinenhölle, beBEYOND, 2022, ISBN 978-3-75171-522-5
- In den Untergrund, beTHRILLED, 2023, ISBN 978-3-75173-864-4
- Piraten!, beTHRILLED, 2023, ISBN 978-3-75173-865-1
- Infiltration, beTHRILLED, 2023, ISBN 978-3-75173-866-8
- Die Geheimnisse des Admirals, beTHRILLED, 2023, ISBN 978-3-75173-867-5
- Schlacht um Onyx, beTHRILLED, 2023, ISBN 978-3-75173-868-2
- Entscheidung auf Terra, beTHRILLED, 2023, ISBN 978-3-75173-869-9

### Operation Simipath
- Verborgene Jagd, beTHRILLED, 2022, ISBN 978-3-75172-419-7
- Letzte Option, beTHRILLED, 2023, ISBN 978-3-75172-420-3
- Geheimes Manöver, beTHRILLED, 2023, ISBN 978-3-75172-421-0